# Wojskoznawstwo

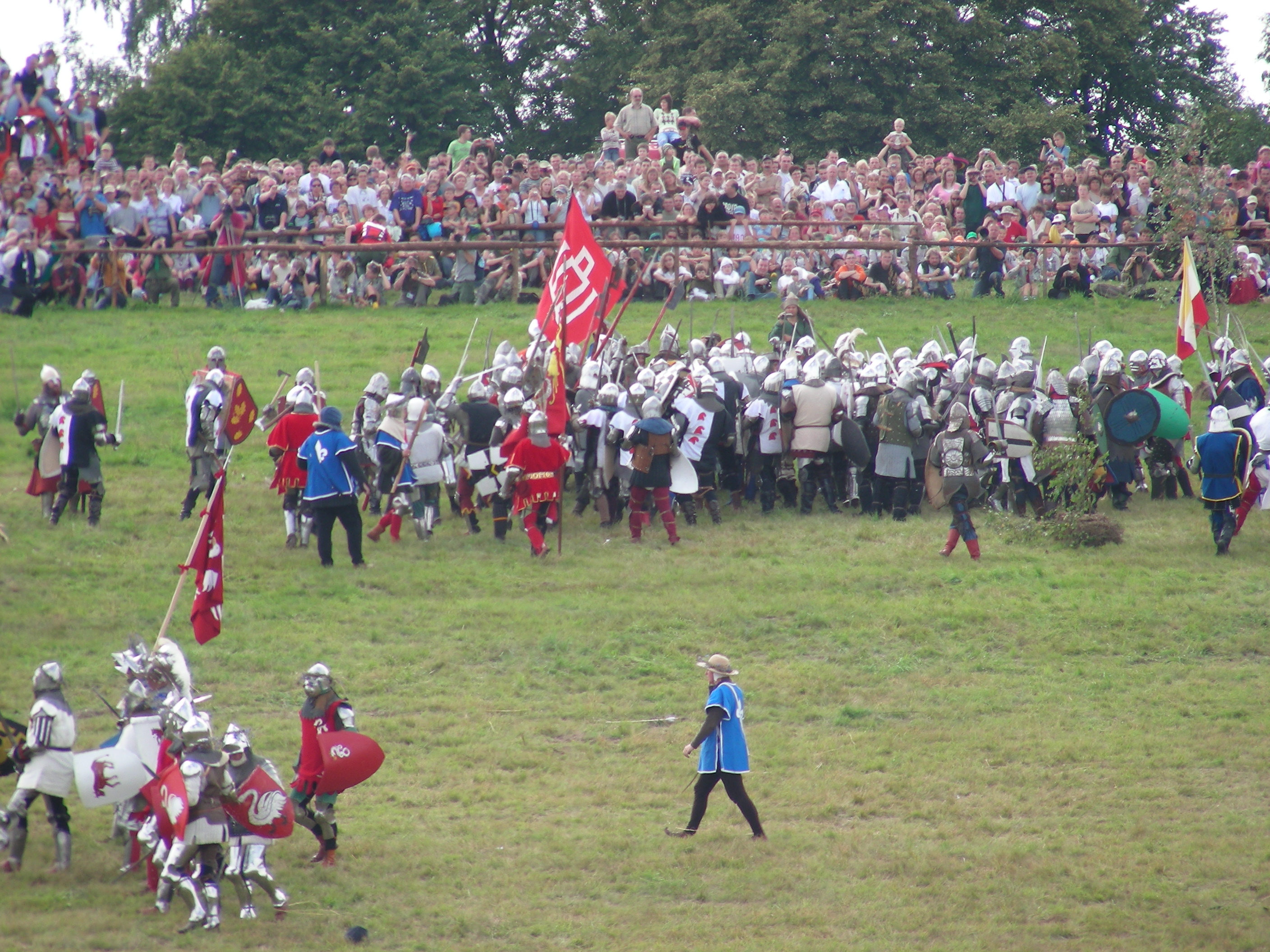
Rekonstrukcja bitwy pod Grunwaldem

Wojskoznawstwo – nauka o wojsku – kierunek studiów na Uniwersytecie Mikołaja Kopernika, Uniwersytecie Warmińsko-Mazurskim oraz Uniwersytecie Łódzkim.
Interdyscyplinarny kierunek studiów obejmuje  historię wojskowości, geografię i kartografię wojenną, geopolitykę, sztukę wojenną starożytności i nowożytną. Do programu włączono także wiedzę o systemie obronności państwa, zagadnienia związane z terroryzmem, funkcjonowaniem policji i straży granicznej.
Zagadnienia szczegółowe jakimi zajmuje się wojskoznawstwo to między innymi: prawne podstawy funkcjonowania systemu obrony państwa, barwy, symbole i tradycje wojskowe, ochrona granic, współczesne siły zbrojne, dzieje i współczesność wojsk i służb specjalnych, technika wojskowa, międzynarodowe prawo konfliktów zbrojnych, współczesne konflikty zbrojne, edukacja dla bezpieczeństwa, działalność oświatowo-wychowawcza.